# Crodoberto
Crodoberto (o Crodeberto o Crodobertus) (fl. VII secolo) fu un duca alemanno vissuto all'inizio del VII secolo, all'incirca attorno al 631/632..
Probabilmente regnò sulla regione nota in futuro come Svevia.

## Storia
Esistono poche prove che dimostrino l'esistenza di un duca alemanno nel periodo che va dal 610 al 630, ma Fredegario afferma che attorno al 631 un esercito alemannico, guidato dal duca Crodoberto, partecipò all'assalto portato da Dagoberto I al regno di Samo. Le forze alemanniche (exercitus Alamannorum) furono una delle tre colonne dell'esercito austrasiano (exercitus regnum universum Austrasiorum). Mentre gli Alemanni vinsero una battaglia in un luogo sconosciuto, e gli alleati Longobardi furono vittoriosi contro gli Slavi sulle Alpi Giulie, il grosso dell'esercito franco-austrasiano guidato da Dagoberto venne sconfitto nella battaglia di Wogastisburg.
L'autorità di Crodoberto in Alemannia crebbe probabilmente dopo la successione di Sigeberto III sul trono di Austrasia.
La relazione tra Crodoberto e i duci precedenti e successivi degli Alemanni è sconosciuta. Può darsi che Crodoberto fosse la stessa persona citata come Hruodi nella passio di San Kilian.

## Fonti
- Dieter Geuenich, Geschichte der Alemannen, Verlag Kohlhammer: Stuttgart, 2004, ISBN 3170182277
- Mittelalter-Genealogie: Chrodobert, su mittelalter-genealogie.de. URL consultato il 22 settembre 2008 (archiviato dall'url originale il 25 gennaio 2011).